# Szűr
Szűr (Duits: Sier) is een plaats (község) en gemeente in het Hongaarse comitaat Baranya. Szűr telt 309 inwoners (2001).